# 帝塚山
帝塚山（てづかやま）は、大阪府大阪市阿倍野区南西部から大阪府大阪市住吉区北西部の地域の名称で、関西を代表する高級邸宅街の一つ。 明治以降、富裕層が邸宅や別宅を構えるようになり、大阪府内でも屈指の高級邸宅地として名前を知られている。現在では厳しい建築の規制の下、美しい住宅地の景観に磨きがかかっている。

## 概要
上町台地の西端に位置し、住吉大社に近く、古代から豪族が住んでいたといわれる。地域全域が住宅地となっている。地名はこの地にある帝塚山古墳に由来する。住居表示は、阿倍野区帝塚山、住吉区帝塚山東・帝塚山中・帝塚山西だが、阿倍野区北畠の南部、万代（阿倍野・住吉両区にまたがる）なども、広義の帝塚山に含むことがある。高級住宅地としての帝塚山は、阿倍野区帝塚山と住吉区帝塚山東・帝塚山中・帝塚山西を指す場合が多い。

## 地理
交通は、南海高野線が地域の西よりを南北方向に走り、帝塚山駅が設置されている。また阪堺電気軌道上町線が熊野街道上の併用軌道を南北に通り、姫松停留場、帝塚山三丁目停留場、帝塚山四丁目停留場を設置している。東西方向には鉄道の便はないが、道路として南港通が通り、阿倍野区・住吉区の境界となっている。

## 歴史
一帯は上町台地の西側に位置し、住吉大社に近く、古代から豪族が住んでいたと言われる。大正時代までは住吉郡（のち東成郡）住吉村に属していた。かつて一帯は原野だったが、明治時代に開発され大正時代初頭から住吉第一耕地整理組合等による耕地の区画整理が行われ、そこが住宅地として次々転用されていった。住吉村常盤会が編集した『住吉村誌』（1927年）によると、村では北畠・帝塚山界隈を「高級住宅街として開発した」と自負するような記述が見られるが、これは誤りで「耕地を区画整理して宅地に転用した」が史実である。
帝塚山が住宅地として発展した要因のひとつとして、鉄道の開通と駅の開設がある。1900年（明治33年）に大阪馬車鉄道（南海上町線を経て、現・阪堺電気軌道上町線）が東天下茶屋 - 上住吉（現在の神ノ木）まで延伸した際、姫松駅（現・姫松停留場）と帝塚山駅（現・帝塚山三丁目停留場）を開設。その後、宅地化が進むにつれて、1934年（昭和9年）に南海鉄道高野線（現・南海高野線）の帝塚山駅、1940年（昭和15年）には上町線の帝塚山四丁目停留場がそれぞれ開業した。
ただ、帝塚山は住宅街となったものの、近隣に適当な教育施設がなく、新規居住者の子女が教育を受けられない状況にあった。そこで、地元の教育関係者や開発業者、地主らが資金を捻出して、交友のあった東京の学習院をモデルに1917年（大正6年）、帝塚山学院小学部を開校。以後、幼稚園、高等女学校なども開校し、教育環境は改善されていく。1925年（大正14年）には、大阪府女子専門学校（旧制）が阿倍野区から移転し開校。隣接する北畠にも1922年（大正11年）に大阪高等学校（旧制）、翌1923年（大正12年）には大阪府立住吉中学校が移転・開校しており、帝塚山周辺は大阪有数の文教地区として知られるようになった。1953年（昭和28年）には、万代池畔に関西外国語短期大学も開校し、文教地区の新たな一翼を担った。
住吉村は1925年に大阪市に編入され、住吉区となった。その後1943年には、大阪市の分増区により、住吉区のうち都市計画道路（現在の南港通）以北が新設の阿倍野区となった。そのため、帝塚山と万代は両区に町名がまたがっている。

## 阿倍野区帝塚山
現行行政地名は帝塚山一丁目のみ。

### 世帯数と人口
2024年（令和6年）9月30日現在の世帯数と人口は以下の通りである。
| 丁目         | 世帯数    | 人口    |
| ------------ | --------- | ------- |
| 帝塚山一丁目 | 1,188世帯 | 2,474人 |

人口の変遷
国勢調査による人口の推移。
| 1995年（平成7年）  | 2,676人 | [ 8 ]  |  |
| 2000年（平成12年） | 2,560人 | [ 9 ]  |  |
| 2005年（平成17年） | 2,556人 | [ 10 ] |  |
| 2010年（平成22年） | 2,672人 | [ 11 ] |  |
| 2015年（平成27年） | 2,571人 | [ 12 ] |  |
| 2020年（令和2年）  | 2,668人 | [ 13 ] |  |

世帯数の変遷
国勢調査による世帯数の推移。
| 1995年（平成7年）  | 994世帯   | [ 8 ]  |  |
| 2000年（平成12年） | 948世帯   | [ 9 ]  |  |
| 2005年（平成17年） | 1,004世帯 | [ 10 ] |  |
| 2010年（平成22年） | 1,095世帯 | [ 11 ] |  |
| 2015年（平成27年） | 1,074世帯 | [ 12 ] |  |
| 2020年（令和2年）  | 1,202世帯 | [ 13 ] |  |

### 学区
市立小・中学校に通う場合、学区は以下の通りとなる。なお、小学校・中学校入学時に学校選択制度を導入しており、通学区域以外に阿倍野区の小学校（自宅から概ね2km以内）・中学校から選択することも可能。
| 番・番地等 | 小学校                 | 中学校             |
| ---------- | ---------------------- | ------------------ |
| 全域       | 大阪市立晴明丘南小学校 | 大阪市立阪南中学校 |

### 事業所
2021年（令和3年）現在の経済センサス調査による事業所数と従業員数は以下の通りである。
| 丁目         | 事業所数 | 従業員数 |
| ------------ | -------- | -------- |
| 帝塚山一丁目 | 89事業所 | 701人    |

## 住吉区帝塚山中
現行行政地名は帝塚山中一丁目から帝塚山中五丁目。

### 世帯数と人口
2024年（令和6年）9月30日現在の世帯数と人口は以下の通りである。
| 丁目           | 世帯数    | 人口    |
| -------------- | --------- | ------- |
| 帝塚山中一丁目 | 203世帯   | 407人   |
| 帝塚山中二丁目 | 292世帯   | 607人   |
| 帝塚山中三丁目 | 231世帯   | 510人   |
| 帝塚山中四丁目 | 224世帯   | 486人   |
| 帝塚山中五丁目 | 213世帯   | 437人   |
| 計             | 1,163世帯 | 2,447人 |

人口の変遷
国勢調査による人口の推移。
| 1995年（平成7年）  | 2,415人 | [ 8 ]  |  |
| 2000年（平成12年） | 2,459人 | [ 9 ]  |  |
| 2005年（平成17年） | 2,355人 | [ 10 ] |  |
| 2010年（平成22年） | 2,351人 | [ 11 ] |  |
| 2015年（平成27年） | 2,357人 | [ 12 ] |  |
| 2020年（令和2年）  | 2,338人 | [ 13 ] |  |

世帯数の変遷
国勢調査による世帯数の推移。
| 1995年（平成7年）  | 1,000世帯 | [ 8 ]  |  |
| 2000年（平成12年） | 996世帯   | [ 9 ]  |  |
| 2005年（平成17年） | 985世帯   | [ 10 ] |  |
| 2010年（平成22年） | 1,033世帯 | [ 11 ] |  |
| 2015年（平成27年） | 1,049世帯 | [ 12 ] |  |
| 2020年（令和2年）  | 1,060世帯 | [ 13 ] |  |

### 学区
市立小・中学校に通う場合、学区は以下の通りとなる。なお、小学校・中学校入学時に学校選択制度を導入しており、通学区域以外に住吉区の小学校・中学校から選択することも可能。
| 丁目           | 番   | 小学校               | 中学校             |
| -------------- | ---- | -------------------- | ------------------ |
| 帝塚山中一丁目 | 全域 | 大阪市立東粉浜小学校 | 大阪市立住吉中学校 |
| 帝塚山中二丁目 | 全域 | 大阪市立東粉浜小学校 | 大阪市立住吉中学校 |
| 帝塚山中三丁目 | 全域 | 大阪市立東粉浜小学校 | 大阪市立住吉中学校 |
| 帝塚山中四丁目 | 全域 | 大阪市立東粉浜小学校 | 大阪市立住吉中学校 |
| 帝塚山中五丁目 | 全域 | 大阪市立住吉小学校   | 大阪市立住吉中学校 |

### 事業所
2021年（令和3年）現在の経済センサス調査による事業所数と従業員数は以下の通りである。
| 丁目           | 事業所数  | 従業員数 |
| -------------- | --------- | -------- |
| 帝塚山中一丁目 | 25事業所  | 115人    |
| 帝塚山中二丁目 | 20事業所  | 61人     |
| 帝塚山中三丁目 | 28事業所  | 418人    |
| 帝塚山中四丁目 | 20事業所  | 58人     |
| 帝塚山中五丁目 | 8事業所   | 15人     |
| 計             | 101事業所 | 667人    |

## 住吉区帝塚山西
現行行政地名は帝塚山西一丁目から帝塚山西四丁目。

### 世帯数と人口
2024年（令和6年）9月30日現在の世帯数と人口は以下の通りである。
| 丁目           | 世帯数    | 人口    |
| -------------- | --------- | ------- |
| 帝塚山西一丁目 | 486世帯   | 1,000人 |
| 帝塚山西二丁目 | 312世帯   | 679人   |
| 帝塚山西三丁目 | 130世帯   | 295人   |
| 帝塚山西四丁目 | 537世帯   | 1,215人 |
| 計             | 1,465世帯 | 3,189人 |

人口の変遷
国勢調査による人口の推移。
| 1995年（平成7年）  | 3,150人 | [ 8 ]  |  |
| 2000年（平成12年） | 3,149人 | [ 9 ]  |  |
| 2005年（平成17年） | 3,124人 | [ 10 ] |  |
| 2010年（平成22年） | 3,112人 | [ 11 ] |  |
| 2015年（平成27年） | 3,051人 | [ 12 ] |  |
| 2020年（令和2年）  | 3,121人 | [ 13 ] |  |

世帯数の変遷
国勢調査による世帯数の推移。
| 1995年（平成7年）  | 1,209世帯 | [ 8 ]  |  |
| 2000年（平成12年） | 1,228世帯 | [ 9 ]  |  |
| 2005年（平成17年） | 1,230世帯 | [ 10 ] |  |
| 2010年（平成22年） | 1,284世帯 | [ 11 ] |  |
| 2015年（平成27年） | 1,239世帯 | [ 12 ] |  |
| 2020年（令和2年）  | 1,344世帯 | [ 13 ] |  |

### 学区
市立小・中学校に通う場合、学区は以下の通りとなる。なお、小学校・中学校入学時に学校選択制度を導入しており、通学区域以外に住吉区の小学校・中学校から選択することも可能。
| 丁目           | 番                              | 小学校               | 中学校             |
| -------------- | ------------------------------- | -------------------- | ------------------ |
| 帝塚山西一丁目 | 全域                            | 大阪市立東粉浜小学校 | 大阪市立住吉中学校 |
| 帝塚山西二丁目 | 全域                            | 大阪市立東粉浜小学校 | 大阪市立住吉中学校 |
| 帝塚山西三丁目 | 全域                            | 大阪市立東粉浜小学校 | 大阪市立住吉中学校 |
| 帝塚山西四丁目 | 1番39～48号 1番67～70号 2～16番 | 大阪市立東粉浜小学校 | 大阪市立住吉中学校 |
| 帝塚山西四丁目 | 1番35号                         | 大阪市立住吉小学校   | 大阪市立住吉中学校 |

### 事業所
2021年（令和3年）現在の経済センサス調査による事業所数と従業員数は以下の通りである。
| 丁目           | 事業所数 | 従業員数 |
| -------------- | -------- | -------- |
| 帝塚山西一丁目 | 17事業所 | 133人    |
| 帝塚山西二丁目 | 17事業所 | 72人     |
| 帝塚山西三丁目 | 5事業所  | 60人     |
| 帝塚山西四丁目 | 14事業所 | 95人     |
| 計             | 53事業所 | 360人    |

## 住吉区帝塚山東
現行行政地名は帝塚山東一丁目から帝塚山東五丁目。

### 世帯数と人口
2024年（令和6年）9月30日現在の世帯数と人口は以下の通りである。
| 丁目           | 世帯数    | 人口    |
| -------------- | --------- | ------- |
| 帝塚山東一丁目 | 294世帯   | 616人   |
| 帝塚山東二丁目 | 289世帯   | 416人   |
| 帝塚山東三丁目 | 249世帯   | 516人   |
| 帝塚山東四丁目 | 292世帯   | 626人   |
| 帝塚山東五丁目 | 431世帯   | 701人   |
| 計             | 1,555世帯 | 2,875人 |

人口の変遷
国勢調査による人口の推移。
| 1995年（平成7年）  | 3,061人 | [ 8 ]  |  |
| 2000年（平成12年） | 3,006人 | [ 9 ]  |  |
| 2005年（平成17年） | 3,092人 | [ 10 ] |  |
| 2010年（平成22年） | 3,246人 | [ 11 ] |  |
| 2015年（平成27年） | 3,334人 | [ 12 ] |  |
| 2020年（令和2年）  | 3,272人 | [ 13 ] |  |

世帯数の変遷
国勢調査による世帯数の推移。
| 1995年（平成7年）  | 1,286世帯 | [ 8 ]  |  |
| 2000年（平成12年） | 1,211世帯 | [ 9 ]  |  |
| 2005年（平成17年） | 1,195世帯 | [ 10 ] |  |
| 2010年（平成22年） | 1,264世帯 | [ 11 ] |  |
| 2015年（平成27年） | 1,227世帯 | [ 12 ] |  |
| 2020年（令和2年）  | 1,255世帯 | [ 13 ] |  |

### 学区
市立小・中学校に通う場合、学区は以下の通りとなる。なお、小学校・中学校入学時に学校選択制度を導入しており、通学区域以外に住吉区の小学校・中学校から選択することも可能。
| 丁目           | 番   | 小学校             | 中学校             |
| -------------- | ---- | ------------------ | ------------------ |
| 帝塚山東一丁目 | 全域 | 大阪市立住吉小学校 | 大阪市立住吉中学校 |
| 帝塚山東二丁目 | 全域 | 大阪市立住吉小学校 | 大阪市立住吉中学校 |
| 帝塚山東三丁目 | 全域 | 大阪市立住吉小学校 | 大阪市立住吉中学校 |
| 帝塚山東四丁目 | 全域 | 大阪市立住吉小学校 | 大阪市立住吉中学校 |
| 帝塚山東五丁目 | 全域 | 大阪市立住吉小学校 | 大阪市立住吉中学校 |

### 事業所
2021年（令和3年）現在の経済センサス調査による事業所数と従業員数は以下の通りである。
| 丁目           | 事業所数  | 従業員数 |
| -------------- | --------- | -------- |
| 帝塚山東一丁目 | 47事業所  | 288人    |
| 帝塚山東二丁目 | 21事業所  | 456人    |
| 帝塚山東三丁目 | 29事業所  | 132人    |
| 帝塚山東四丁目 | 30事業所  | 604人    |
| 帝塚山東五丁目 | 29事業所  | 386人    |
| 計             | 156事業所 | 1,866人  |

## 交通

### 鉄道
- 南海電気鉄道 南海高野線：帝塚山駅
- 阪堺電気軌道 阪堺上町線：姫松停留場 - 帝塚山三丁目停留場 - 帝塚山四丁目停留場

### バス
2020年4月現在
- 大阪シティバス[23]
  - 3・25号系統：帝塚山中一丁目 - 姫松

### 道路
- 大阪府道5号（南港通）

## 施設
阿倍野区帝塚山
- 大阪市立晴明丘南小学校
- 帝塚山病院

住吉区帝塚山中
- 帝塚山学院中学校・高等学校
- 帝塚山学院小学校
- 帝塚山学院幼稚園
- 高谷家住宅（国・登録文化財）

住吉区帝塚山西
- 大阪市立住吉小学校
- 大阪市立住吉中学校
- 帝塚山古墳

住吉区帝塚山東
- 住吉帝塚山郵便局
- 阪和第2住吉病院
- 住吉乳児保育所
- 住吉保育所
- 荘厳浄土寺
- 真願寺
- 神ノ木公園
- 市民交流センターすみよし北（旧住吉解放会館） - 五丁目[24]。外壁に取り付けられた巨大な母子像「解放へのオガリ」は地元住民たちの部落差別解消への思いを背負って制作された[25]。大阪市は2016年3月に財政難を理由にセンターを閉鎖し、2018年に彫刻家の金城実の作品「解放へのオガリ」が沖縄県読谷村の金城の元に帰った[26]。

## 帝塚山音楽祭
帝塚山最大のイベント。1987年の第1回は11月に開催したが、1990年の第4回以降は5月下旬の2日間開催が定着している。

## 帝塚山ゆかりの著名人

### 政治
- 大矢卓史 - 元衆議院議員（旧大阪1区）。生前に居住。
- 正森成二 - 元衆議院議員（旧大阪1区）。生前に居住。

### 実業家
- 入江伸 - 伸学社（入江塾）の塾頭。生前に居住。
- 大屋政子 - 実業家。「帝塚山病院」前理事長。生前に居住。
- 久保田権四郎 - クボタ創業者。邸宅跡地は大阪市立晴明丘南小学校になっている。生前に居住。
- 桑名正博 - 実業家。ミュージシャン。俳優。生前に居住。
- 竹鶴政孝 - ニッカウヰスキー創業者。生前に居住。
- 新田昌次 - 日本工業革製品統制社長、新田化学工業取締役、新田帯革製造所無限責任社員[27]。帝塚山中一丁目に居住した[27]。

### 文化・芸術・芸能
- いしいしんじ - 小説家。帝塚山出身。
- 生田花朝女 - 日本画家。生前に居住。
- 市川右太衛門 - 映画俳優。生前に居住。旧宅にあった蔵は改装されギャラリーになっている。
- 織田作之助 - 小説家。かつて「姫松園」に居住[28]。
- 加川良 - フォークシンガー。かつて「姫松園」に居住。
- 阪田寛夫 - 小説家。帝塚山出身。『土の器』で芥川賞受賞。
- 佐藤紅緑 - 小説家。一時期居住。
- 佐藤愛子 - 小説家。帝塚山生まれ。
- 里見宗次 - グラフィックデザイナー。帝塚山生まれ。
- 敷島博子 - 大阪交響楽団創立者。
- 笑福亭松鶴 - 落語家。生前に居住。住居跡地は寄席小屋「無学」になっている。
- 庄野英二 - 児童文学者。帝塚山育ち。
- 庄野潤三 - 小説家。帝塚山を舞台にした『プールサイド小景』で芥川賞受賞。
- 高田渡 - フォークシンガー。かつて「姫松園」に居住。
- 土井勝 - 料理研究家。生前に居住。
- 土井善晴 - 料理研究家。帝塚山出身。
- 中村貞以 - 日本画家。生前に居住。
- 長沖一 - 演出家
- 西野皓三 - 西野バレエ団創始者
- 橋本多佳子 - 俳人。生前に居住。
- ラサール石井 - 俳優・演出家。帝塚山出身。

### スポーツ
- 岡本伊三美 - 元プロ野球選手・プロ野球監督
- 岡本久美子 - 元女子プロテニス選手。帝塚山出身。
- 岡田武史 - サッカー指導者。帝塚山出身。

### その他
- 田中佐和 - 新宗教団体代表

## その他

### 日本郵便
- 集配担当する郵便局と郵便番号は以下の通りである[29]。

| 区       | 町丁     | 郵便番号 | 郵便局       |
| -------- | -------- | -------- | ------------ |
| 阿倍野区 | 帝塚山   | 545-0037 | 阿倍野郵便局 |
| 住吉区   | 帝塚山中 | 558-0053 | 住吉郵便局   |
| 住吉区   | 帝塚山西 | 558-0052 | 住吉郵便局   |
| 住吉区   | 帝塚山東 | 558-0054 | 住吉郵便局   |

- サカイ引越センターのCMソング(🎵勉強しまっせ引越のサカイ🎵)のシングルCDになったラップバージョンの「引越のサカイ」トクイユウ& DJサカイには利次(徳井優の本名)の友人が帝塚山に引っ越したと言う歌詞がある。歌詞が大阪弁である事から大阪であるが、何区の帝塚山に引っ越したかは分からない。